# Alexandre Mendy
Alexandre Noël Mendy (Parigi, 14 dicembre 1983) è un ex calciatore francese, di ruolo centrocampista.

## Palmarès

### Club

#### Competizioni nazionali
- Coppa della Repubblica Ceca: 1

Mladá Boleslav: 2010-2011